# ウォッシュボード

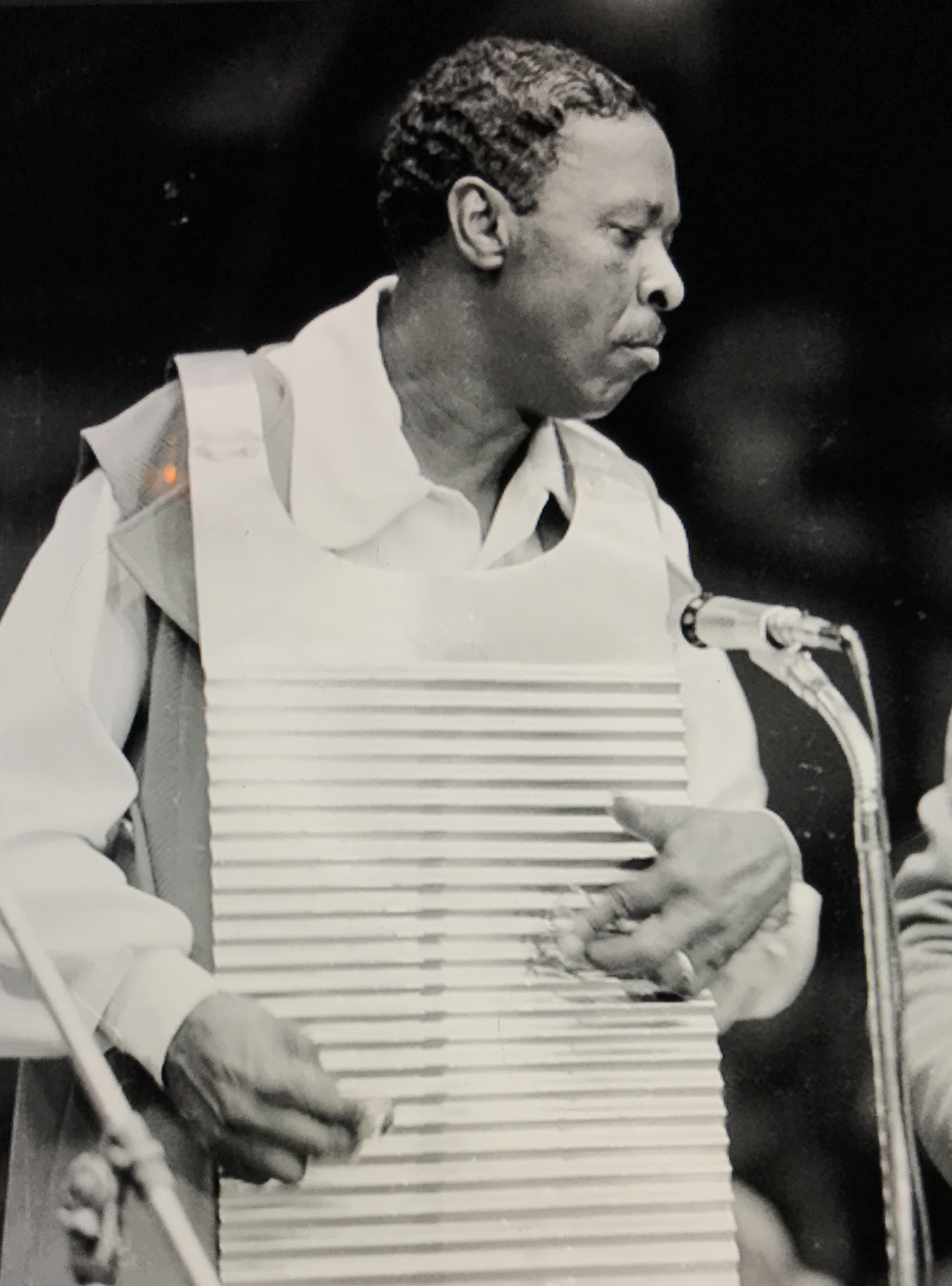
両肩に掛ける造りのもの。奏者はCleveland Chenier

ウォッシュボード (washboard) は、ジャグ・バンドやオールドタイム、ケイジャン音楽、ザディコ、スキッフルなどで使用されるリズム楽器。洗濯板と同じ形態で、表面の凹凸の部分を栓抜きなどで引っ掻くことで音を鳴らす。
もともとの洗濯板が木製であったのに対し、ウォッシュボードは楽器として音の鳴りをよくするために金属でできていて、それに木製の枠が付けられていた。
ケイジャン、ザディコにおいてはラブボード (rub-board)、またはフランス語でフロトワ (frottoir) とも呼ばれている。木製の枠を取り払って全面を金属にし、なおかつ両肩にかけられるように曲げて作られている。ザディコ・アーティストのクリフトン・シェニエか、兄のクリーブランド・シェニエが演奏しやすいように改造したとされる。
1946年、テキサス州ポートアーサーで働いていた溶接工のウイリー・ランドリーが、演奏ツアーでやってきたシェニエ兄弟から、金属製でもっと大きな音が出て演奏しやすい洗濯板を作ってほしいとの注文を受け、製作したという。それまでクリーブランド・シェニエは、木製の枠の洗濯板を首から紐でぶら下げて使用していた
アコーディオンとウォッシュボードが、ザディコの演奏形態の最小形態だが、しばしばドラムがいるバンド形態の場合でもウォッシュボードは演奏される。"元祖"のクリーブランド・シェニエが栓抜きでこすって演奏したということもあり、ザディコにおいては2つの栓抜きを両手に持ってウォッシュボードをかき鳴らすのが、正式な演奏法とされる。
ジャグ・バンドやその他の音楽ジャンルにおいては、ウォッシュボードはバンド形態の中のドラムとして機能する。鋼線のブラシか、かき鳴らすための指ぬきをつけて演奏される。
リズムの役割としてはギロに近い。例えば4拍子のリズムの曲の場合、ウォッシュボードは8または16拍のリズムを刻む。
日本では石垣島出身のバンド「BEGIN」の比嘉栄昇が、ブラジルのマルシャをベースとした曲を演奏する際に使用している。